# Maria Himmelskron (Worms)
Das Kloster Maria Himmelskron war ein Dominikanerinnenkloster in Hochheim (heute: Worms), das in der Reformation unterging. Dessen Kirche ist heute die römisch-katholische Pfarrkirche des Stadtteils von Worms.

## Geschichte

### Gründung
Das Kloster wurde 1278 von dem Ritter Dirolf von Hochheim († 10. Juli 1318) und seiner Ehefrau, Agnes († 27. April 1329), gestiftet. Diese hatten eine Tochter, Agnes († 1. Dezember 1321), die als Nonne in das Kloster eintrat und nach ihrer Tante dessen zweite Priorin wurde. Da das Stifterpaar sonst keine weiteren Kinder hatte, floss praktisch dessen gesamtes Vermögen in die Stiftung. Auch wurden Pfründen für einen Priester bereitgestellt, damit regelmäßig Messen gelesen werden konnten.
Die Genehmigung für die Klostergründung durch Bischof Friedrich I. von Worms ist auf den 25. Januar 1278 datiert. Die Stifter stellten dafür das Gelände ihrer Wasserburg in Hochheim zur Verfügung. Adelheid (Aleidis) († 17. April 1319), die Schwester von Dirolf, wurde erste Priorin des Klosters. 1279 begannen die Bauarbeiten. Ab 1283 durfte das Kloster gegen eine jährliche Abgabe von 50 Malter Korn an das Domstift Worms zunächst die St. Amanduskirche in der Wormser Vorstadt nutzen. Die Bauarbeiten am eigenen Kloster waren 1282 abgeschlossen, aber noch fehlte die Kirche. Deren Bau begann mit der Grundsteinlegung am 8. Juni 1287. Am 2. April 1293 war das Gebäude zumindest so weit fertig, dass der Hochaltar geweiht werden konnte. Die Dominikanerinnen wurden durch den Bischof von Worms unter die Aufsicht der Dominikaner in Worms gestellt und am 8. Dezember 1287 wurde die Aufnahme des Klosters in den Dominikaner-Orden förmlich vollzogen.

### Betrieb
Zeitweise war der Andrang auf das Kloster groß, so dass der Dominikanerprovinzial die Zahl der Nonnen 1307 auf 52 begrenzen musste. Aufgenommen wurden vor allem Damen aus dem Adel und dem städtischen Patriziat. In den folgenden Jahren erhielt das Kloster weitere Schenkungen. Einige Mitglieder der Familie der Kämmerer von Worms ließen sich in der Klosterkirche bestatten:
- Johann VII. Kämmerer von Worms, † 1359
- Friedrich III. Kämmerer von Worms, genannt von Boppard, † 11. Mai 1388
- Gudula von Meckenheim, † 31. März 1346, Ehefrau von Heinrich II. Kämmerer von Worms zu Gundheim

Im Städtekrieg 1387–1389 wurden Gebäude des Klosters 1388 beschädigt. Der Wiederaufbau erstreckte sich über mehrere Jahrzehnte. Vielleicht auch deshalb befreite König Ruprecht 1404 das Kloster von Abgaben an Reich und König. Die erhaltenen Portal- und Fenstergewände entstammen dieser Bauphase – soweit sie nicht bei der Renovierung 1905/06 ausgetauschte wurden.
Aus dem Basler Steinenkloster erfolgte 1429 eine Reform für das Kloster Maria Himmelskron, wobei die bisherige Subpriorin in Steinen, Margareta Zornin, zur neuen Priorin gewählt wurde.
1455 wurde durch Bischof Reinhard I. von Worms das Beginenhaus in Hochheim in das Kloster integriert. Von 1494 bis 1506 war Guda von Dalberg Priorin des Klosters. Ihr Bruder, Johann XX. von Dalberg war von 1482 bis 1503 Bischof von Worms. 1493 lebten hier 37 Nonnen, 1518 waren es mindestens 21.
Im Mai 1525 wurde das Kloster während des Bauernkriegs geplündert. In unmittelbarer Nähe fand damals die Schlacht bei Pfeddersheim statt.

### Ende
Hochheim gehörte zur Kurpfalz. Mit Kurfürst Friedrich III. (1515–1576) war hier 1559 ein entschiedener Vertreter der Reformation an die Regierung gelangt. Im Dezember 1561 und im Mai 1562 versuchte er vergeblich, das Kloster aufzuheben. Das gelang erst, als die von ihm mit der Angelegenheit beauftragten Räte und der Burggraf von Alzey, Graf Valentin von Erbach, am 16. März 1563 die Schlösser der Klosterpforten aufbrechen ließen und das Kloster mit Gewalt besetzten. Damals lebten dort noch 22 Nonnen, 14 Laienschwestern und 7 Schülerinnen. Sie durften zunächst dort wohnen bleiben, aber keine neuen Schwestern aufnehmen. Erst 1570 wurde das Klosters durch Friedrich III. auch formal aufgehoben und die Einkünfte aus den Klostergütern 1580 der Geistlichen Güteradministration der Kurpfalz in Heidelberg unterstellt.

### Nachnutzung
Die Klostergebäude dienten in der Folgezeit als Wohnung des Amtsschaffners und dem Wirtschaftsbetrieb der Güter des ehemaligen Klosters. Später wurden auch sie verkauft und befanden sich Anfang des 19. Jahrhunderts in Privateigentum. Im ehemaligen Klostergarten wurde Wein angebaut, auch befand sich dort ein Ausschank. Die ehemalige Klosterkirche diente zunächst bis 1609 den Reformierten als Winterkirche, bis diese die Bergkirche umgebaut hatten. 1706 (der Kurfürst entstammte seit 1685 der römisch-katholischen Linie Pfalz-Neuburg) wurde die Kirche den Römisch-Katholischen zugewiesen.
Bei den anschließenden Renovierungsarbeiten wurde unter anderem der mittelalterliche Kreuzgang abgetragen. Die Ausstattung der Kirche zog sich dann das ganze 18. Jahrhundert hin. 1712 wurde der Hochaltar geweiht, 1742 erweitert, 1736 eine Glocke beschafft und 1741 eine Orgel.
1904 wurde die Kirche zur Pfarrkirche der damals neu errichteten Pfarrei „Maria Himmelskron“.

### Wissenswert
Nach der Priorin Jutta, einer der ersten des Klosters, ist die Juttastraße in Worms benannt.

## Kirchengebäude

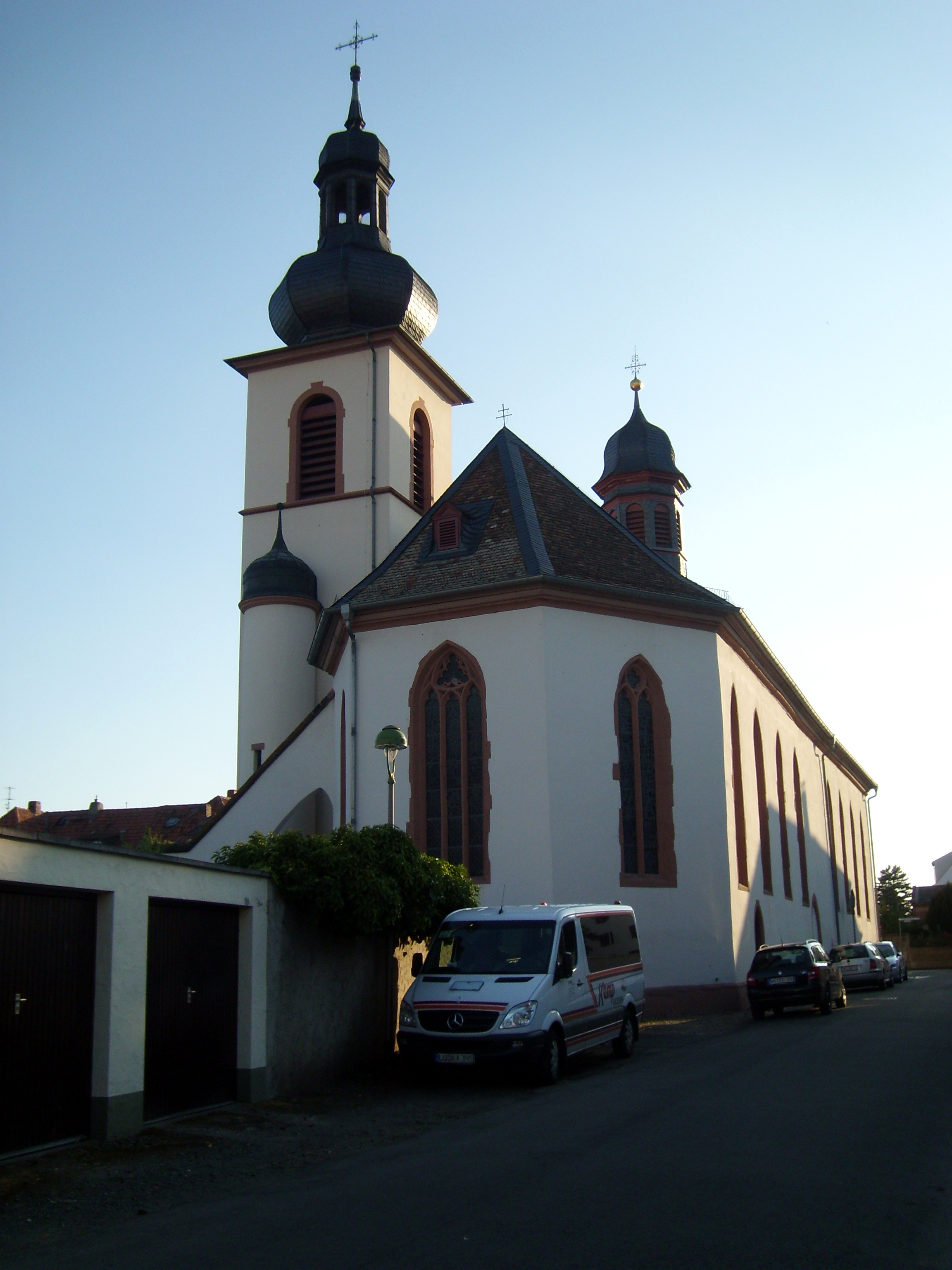
Ehemalige Klosterkirche und heutige Pfarrkirche St. Maria Himmelskron

Die Kirche ist im Innern ein langgestreckter Saal aus der Gotik mit ursprünglich neun Fensterachsen (das mittlere Fensterpaar ist heute vermauert) mit dreiseitig geschlossenem Chor und spitzbogigen durch Maßwerk gegliederten Fenstern. An der Nordwand haben sich Reste von Malerei aus der Erbauungszeit erhalten. Die flache Decke schmücken geometrischer Stuck und barockisierende Gemälde von Fritz Muth von 1907.
Der Dachreiter auf dem Kirchengebäude stammt aus dem Barock. Erst 1905/06 wurde der Kirchturm in barockisierenden Formen im Südwesten der Langseite angefügt und erhielt drei Glocken. Zwei davon wurden im Zweiten Weltkrieg beschlagnahmt und eingeschmolzen.
1951 kam es zu einem Umbau am Westende des Gebäudes: Eine Eingangshalle wurde angefügt, und die Westempore umgebaut. Die mittelalterlichen und frühneuzeitlichen Grabsteine waren im Zuge der Renovierung 1905/06 aus dem Boden gehoben und zunächst an den Wänden aufgestellt worden. In der Vorhalle stehen seit 1951 die Steine des Stifters Dirolf Schmutzel von Dirmstein und seiner Schwester Adelheid, erste Priorin des Klosters. Anlässlich des Umbaus von 1951 wurde aber auch der größte Teil der mittelalterlichen Grabsteine von den Wänden entfernt. Ein Teil des ehemaligen Bestandes befindet sich heute im Museum der Stadt Worms. Auch sollen Steine abhandengekommen sein. Eine weitere Restaurierung fand 1973/74 statt.
Die Kirche ist ein Kulturdenkmal auf Grund des Denkmalschutzgesetzes des Landes Rheinland-Pfalz. Die Denkmalbegründung lautet:
Die Kirche ist ein charakteristisches Beispiel für den schlichten Kirchenbau der Dominikaner um 1300 und die einzige erhaltene Dominikanerkirche im Wormser Raum. Die Veränderungen und Ergänzungen spiegeln die Entwicklung zu einer Pfarrkirche wider.